# Jürgen Schweizer
Hans Jürgen Schweizer (* 16. Dezember 1941 in Bad Kreuznach) ist ein deutscher Molekularbiologe.

## Leben
Jürgen Schweizer studierte von 1960 bis 1966 Chemie an der Universität Heidelberg. Er promovierte am Deutschen Krebsforschungszentrum, an dem er im Anschluss bis 2007 als Molekularbiologe arbeitete. Schweizer trug erheblich zur Erforschung der Keratine bei. Unter anderem war er beteiligt an einer Neustrukturierung der Nomenklatur der Keratine.
Zu seinen Ehren wurde 2009 von der European Hair Research Society der Jürgen Schweizer Award ins Leben gerufen, mit dem jährlich ein herausragender Nachwuchsforscher im Bereich Haut- und Haarforschung ausgezeichnet wird.
Daneben ist Schweizer aktives Mitglied des Vereins Homo heidelbergensis von Mauer e. V. der sich der Förderung der wissenschaftlichen Erforschung des Homo heidelbergensis und seines Umfeldes verschrieben hat. Für den Verein organisiert er eine Vortragsreihe zu paläontologischen Themen.
Schweizer lebt in Wiesloch.

## Schriften (Auswahl)
- J. Schweizer, P. E. Bowden, P. A. Coulombe u. a.: New consensus nomenclature for mammalian keratins. In: J. Cell Biol. 174 (2), Juli 2006, S. 169–174. doi:10.1083/jcb.200603161. PMID 16831889. PMC 2064177 (freier Volltext).
- L. Langbein, L. Eckhart, M. A. Rogers, S. Praetzel-Wunder, J. Schweizer: Against the rules: human keratin K80: two functional alternative splice variants, K80 and K80.1, with special cellular localization in a wide range of epithelia. In: J Biol Chem. 285(47), 19. November 2010, S. 36909–36921. doi:10.1074/jbc.M110.161745. PMID 20843789.
- J. Schweizer, L. Langbein, M. A. Rogers, H. Winter: Hair follicle-specific keratins and their diseases. In: Exp Cell Res. 313(10), 10. Juni 2007, S. 2010–2020. Review. PMID 17428470.
- H. Winter, M. A. Rogers, M. Gebhardt, U. Wollina, L. Boxall, D. Chitayat, R. Babul-Hirji, H. P. Stevens, A. Zlotogorski, J. Schweizer: A new mutation in the type II hair cortex keratin hHb1 involved in the inherited hair disorder monilethrix. In: Hum. Genet. 101(2), Dezember 1997, S. 165–169. PMID 9402962.
- H. Winter, J. Schweizer, K. Goerttler: Keratins as markers of malignancy in mouse epidermal tumors. In: Carcinogenesis. 1(5), Mai 1980, S. 391–398. PMID 6168405.